# Plegapteryx purpurascens
Plegapteryx purpurascens là một loài bướm đêm trong họ Geometridae.